# Rewari
Rewari est une ville indienne située dans le district de Rewari dans l’État de l'Haryana. En 2011, sa population était de 143 021 habitants.

## Source de la traduction
- (en) Cet article est partiellement ou en totalité issu de l’article de Wikipédia en anglais intitulé « Rewari, Haryana » (voir la liste des auteurs).